# جزيرة باتادي
جزيرة باتادي وهي جزيرة من جزر إندونيسيا، وتقع في إقليم غورونتالو، ضمن أرخبيل سولاوسي.